# Brachydiplax
Brachydiplax là một chi chuồn chuồn ngô thuộc họ Libellulidae, phân họ Brachydiplacinae (Dwarves).

## Các loài
Chi này gồm các loài:
- Brachydiplax chalybea Brauer, 1868
- Brachydiplax denticauda (Brauer, 1867)
- Brachydiplax duivenbodei (Brauer, 1866)
- Brachydiplax farinosa Krüger, 1902
- Brachydiplax sobrina (Rambur, 1842)
- Brachydiplax sollaarti Lieftinck, 1953
- Brachydiplax yunnanensis Fraser, 1924

## Hình ảnh

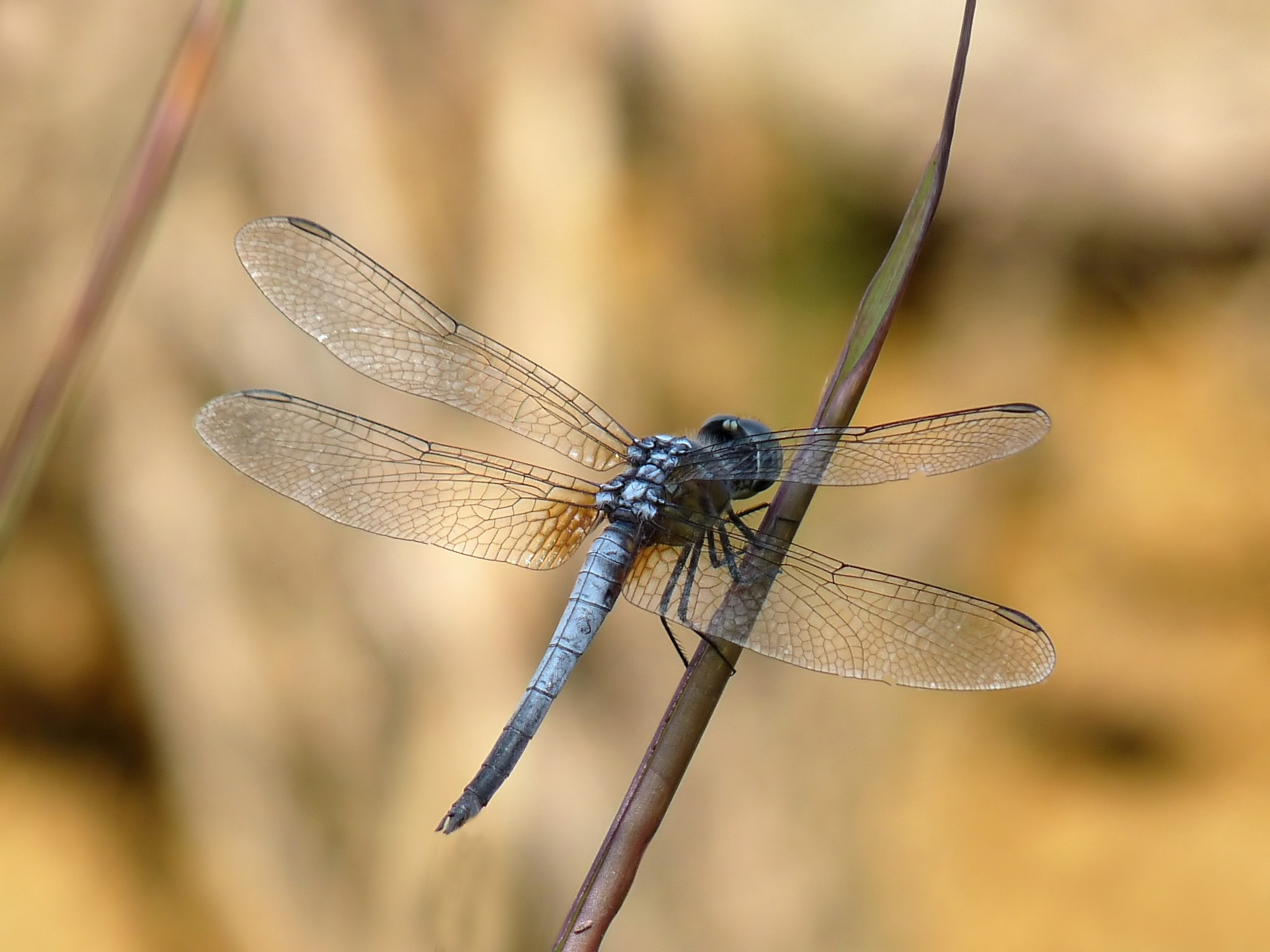